# Guldhornene
 For alternative betydninger, se Guldhornene (flertydig). (Se også artikler, som begynder med Guldhornene)
Guldhornene var to horn fra germansk jernalder som i 1800-tallet blev et dansk nationalsymbol og et betydeligt symbol for den danske nationalromantik. De udgør emnet for Adam Oehlenschlägers digt af samme navn.
Hornene blev fundet ved Gallehus ved Møgeltønder i henholdsvis 1639 og 1734. I 1802 blev de stjålet og omsmeltet, men efter tegninger blev der i 1860 lavet et sæt rekonstruktioner som blev udstillet på Nationalmuseet. Efter at det i 1940'erne blev påpeget, at det første sæt rekonstruktioner ikke var korrekte, blev der både i 1945 og 1979 fremstillet nye sæt, som begge var snoede og mere korrekte i forhold til de originale tegninger og opmålinger. Rekonstruktionerne fra 1860 og 1979 er i dag udstillet på Nationalmuseet i København. Simon Spies' guldhornsrekonstruktioner, som er magen til, og fremstillet samtidig med Nationalmuseets fra 1979, blev d. 23. februar 2022 foræret til Museum Sønderjylland af Janni Spies. Rekonstruktioner blev stjålet efteråret 2007 i Vejle under en særudstilling i Kongernes Jelling. Tyvene blev dog anholdt, hvorefter genstandene blev returneret.

## Fundhistorien
Hornene blev fundet enkeltvis i to omgange. Pigen Kristine Svendsdatter fandt det lange guldhorn den 20. juli 1639, og den 21. april 1734 blev det korte horn fundet af husmand Erik Lassen. Begge horn blev fundet på en mark ved Gallehus nær Møgeltønder i Slesvig. Kirsten skrev et brev til kongen og modtog et skørt som findeløn,[kilde mangler] Erik afleverede det korte horn til greven på Schackenborg. Greven afleverede hornet til kongen, og via greven modtog Lassen 200 rigsdaler som belønning. Hornene blev dermed afleveret til kronen og blev opbevaret på Det kongelige Kunstkammer ved Christiansborg i Rigsarkivets nuværende bygning. Det lange horn skænkede Christian 4. til sin søn prins Christian ("den udvalgte prins", der døde før faderen), som brugte det til drikkehorn. Det var 75,8 centimeter målt i den ydre kurve. Mundingens diameter var 10,4 centimeter. Worm angiver hornets vægt uden den runde skrueknop, som Den udvalgte Prins fik tilføjet, til 3,1 kg; andre kilder siger 3,2 kg, hvad der kan være inklusive skruen.
- Her fandtes det første guldhorn
- Her fandtes det andet guldhorn

Guldhornene vakte opsigt, og oldforskeren Ole Worm udgav allerede i 1641 en afhandling om det lange horn: De aureo cornu, hvor den ene af de to bevarede tegninger af guldhornene findes. Guldhornet blev også omtalt i det franske videnskabsakademis tidsskrift Journal des Savants i 1678. Det korte horn blev beskrevet i 1734 af arkivaren Joachim Richard Paulli. Det vejede 3,7 kg, selv om kun en del af hornet var bevaret. Paulli opgiver hverken længde eller diameter på hornet.

## Tyveriet i 1802

### De originale guldhorn stjæles og omsmeltes
Guldhornene blev stjålet om aftenen mellem den 4. og 5. maj 1802 af Niels Heidenreich, en fattig guldsmed og urmager. Heidenreich brød ind ved hjælp af to nøgler: sin stuedørsnøgle og en anden nøgle, hvor han havde forlænget skaftet. Næste morgen blev tyveriet anmeldt, og tyven blev eftersøgt i medier – aviser og skillingsviser. Dusøren for at angive tyven var 1.000 rigsdaler, samt fuld anonymitet.
Tyven blev opdaget af guldsmedelavets oldermand, Andreas Holm. Heidenreich havde under falsk navn solgt nogle pagoder, som Holm senere købte. Pagodeguldet var iblandet messing, hvilket Holm opdagede, og han meldte det til politiet. Heidenreich gik fri i første omgang, men Holm mistænkte ham stadig og overvågede ham sammen med nogle kolleger, bl.a. da Heidenreich skaffede sig af med møntstempler, som han kastede i Stadsgraven. Han havde da nyligt købt ejendommen Klareboderne 12, og havde hos sin søster deponeret et chatol med skjulte guldklumper. Den 27. april 1803 blev Heidenreich endelig pågrebet, og den 30. april tilstod han tyveriet.
Desværre havde han på det tidspunkt for længst smeltet guldhornene om i sit køkken og dermed også gjort sig skyldig i kunsthærværk. Guldet blev brugt til fremstilling af smykker, skospænder og pagoder. Heidenreich blev dømt for tyveriet den 10. juni og sad i tugthus til 1840. Fire år senere døde han. Køberne af guldhornsguldet leverede det tilbage, hvorefter det blev smeltet om på den Kgl. Mønt. Dermed forsvandt guldhornsguldet endeligt – 6,9 kilo i alt.
Heidenreich havde tidligere boet i Larsbjørnsstræde 18. Efter at hans husvært dér, Mads Nørregaard, døde i 1802, gav Heidenreich enken Karen et stort beløb for skyldig husleje og et par guldøreringe. Dem "glemte" hun at aflevere til politiet, da Heidenreich blev afsløret. Øreringene overlevede også englændernes bombardement i 1807, hvor huset i Larsbjørnsstræde blev svært beskadiget. Karen mistede ved det sin anden mand og flyttede tilbage til sin hjemby Ringe på Fyn, hvor de sidste 10 gram af guldhornene i dag opbevares på Ringe Museum som en gave fra Karens oldebarn.
I 2004 fik Nationalmuseet foræret et lignende par øresmykker, der ifølge en familietradition er købt af Heidenreich. Undersøgelser af smykkematerialet har vist, at materialet er det samme, som øreringene på Ringe Museum er lavet af, og stilmæssigt er der også ligheder.

## Rekonstruktioner fremstilles
Først mange år efter tyveriet, i 1860, blev der fremstillet nogle rekonstruktioner af de to horn fra gamle tegninger, og der var på det tidspunkt ikke mange, som kunne huske, hvordan originalerne havde set ud. En tidligere direktør for Nationalmuseet Christian Jürgensen Thomsen, som havde set hornene da han var barn, modsatte sig ikke at disse rekonstruktioner havde en buet form eller at de var for lange. S.A. Andersen påpegede i 1944 flere fejl i disse rekonstruktioner, fx var det lange guldhorn 10–12 cm længere end de oprindelige opmålinger. Desuden fremførte han den teori, blandt andet ud fra skyggelægningen på Ole Worms tegning fra 1641, at guldhornene oprindeligt havde været snoede som kohorn, og fremstillede derfor i 1945 et nyt sæt snoede rekonstruktioner. I 1979 blev to nye sæt rekonstruktioner fremstillet af direktør for Nationalmuseet, P.V. Glob, og hofjuveler Ove Dragsted, denne gang i ægte guld. I den udgave er guldhornene også snoede. Det ene sæt blev udstillet på Nationalmuseet, mens Simon Spies fik det andet sæt, idet han havde delt de samlede omkostninger med.
Nationalmuseets rekonstruktionerne fra 1860 og 1979 er i dag udstillet på Nationalmuseet, mens Simon Spies' sæt d. 23. februar 2022 blev foræret til Museum Sønderjylland af Janni Spies. Rekonstruktionerne fra 1945 er i Kongehusets eje og befinder sig på Gråsten Slot, mens en udgave af disse fra 1945 blev overrakt Malmø By og er på Malmøhus Slot (Malmø Museerne).

## Hornene som historisk kilde
Hornene stammede fra den germanske jernalder i 400-tallet e.v.t., og det korte guldhorn bar under mundingsranden en runeindskrift på urnordisk: Ek hlewagastiR holtijaR horna tawido. Skrevet med runer:
ᛖ ᚲ
ᚺ ᛚ ᛖ ᚹ ᚫ ᚷ ᚫ ᛋ ᛏ ᛁ ᛉ
ᚺ ᛟ ᛚ ᛏ ᛁ ᛃ ᚫ ᛉ
ᚺ ᛟ ᚱ ᛅ ᚫ
ᛏ ᚫ ᚹ ᛁ ᛞ ᛟ
Der vides intet med sikkerhed om hornenes oprindelige anvendelse, men det ædle materiale og udsmykningen tyder på, at de blev anvendt ved ritualer ved religiøse ceremonier. Om de blev brugt som drikkehorn eller som blæseinstrumenter vides ikke. Der fandtes på dette tidspunkt i Danmark importerede drikkehorn af glas med samme form, og man havde hjemlige drikkehorn af oksehorn med bronzebeslag. Men man havde også blæsehorn af træ, som ligner guldhornene. Et 78 cm langt træblæsehorn fra 4-500-tallet e.Kr. blev fundet ved Holing ved Herning i 1993.
Et nyt fund i 2020 af en guldring fra 500-600-tallet i området ved Emmerlev, kun 10 kilometer fra guldhornenes fundsted, tolkes i 2024 af Nationalmuseet som, at noget tyder på, at en hidtil ukendt fyrsteslægt kan have regeret i Sydvestjylland. Ringens konstruktion med spiraler på bagsiden og filigran som trekløver på siden indikerer, at den blev blevet lavet af frankiske håndværkere i merovingerriget. Det kan for eksempel være, at merovingerne har giftet en centraleuropæisk fyrstedatter ind i fyrsteslægten i Emmerlev.
Motiverne på Guldhornene viser afbildninger af mennesker, dyr og fantasivæsener i flere opdelte paneler. Billederne kan knyttes til myter fra Middelhavsområdet såvel som til nordiske og måske keltiske myter, og har været udsat for talrige fortolkningsforsøg.

### Inskriptionen
Teksten på det korte horn "Ek Hlewagastiʀ Holtijaʀ horna tawido" har været tolket som "Jeg, Lægæst, Holts søn, skabte hornet" eller "Jeg Lægæst, skovmand, gjorde hornet": men der er sået tvivl om denne tolkning, idet nogle forskere hævder, at "Hlewagastiʀ" ikke er et personnavn. Fra et filologisk synspunkt kan Lægæst oversættes som "Den berømte Gæst" eller "Den beskyttede Gæst", mens det diskuteres, om holtijaʀ betyder "Holts søn" eller "skovboen".
Hlewa betyder ifølge navneforskningens klassiske tolkning formentlig "ly". En senere tolkning går ud på, at dette skal fortolkes bredere, som "et sted, hvor der er ly", dvs. bopladsen. Gastiʀ holtijaʀ findes i en række ordforbindelser, bl.a. i betydningen "den forbipasserende". Hlewagastiʀ holtijaʀ kan efter denne udlægning betyde "jordens gæst", om end "en, som søger ly" er sandsynligere. Pointen er, at det ikke alene på grundlag af teksten kan afgøres, om Guldhornene fremstiller en folkelig ceremoni, en religiøs ceremoni, eller et historisk "gæstebud".
"Holt" betyder skov. Når det er blevet tolket som et egennavn, skyldes det opfattelsen af, at det er knyttet til første led, som er et egennavn. I overensstemmelse med sin udlægning af det religiøse motiv, fortolker Kværndrup "skov" som "helligtræet". Imidlertid har urnordisk en systematisk anvendelse af ordet Ihwa for helligtræet. Det er derfor mere sandsynligt, at runeteksten henviser til den egentlige betydning af holt. Vi bemærker her, at skoven i folkevandringstiden var opholdsstedet for det truende, mørket og fjenden.
Den ældste sætning bevaret på urnordisk, er ordene Niþijo tawide på et skjoldhåndtag af sølv fra våbenofferfundet i Illerup Ådal. Det oversættes med "Nithijo gjorde" eller "Nithijo lod gøre", hvor verbet tawide kommer af taujan (= at gøre) i formen tredje person datid. Verbet genfindes så i den 200 år yngre guldhornsindskriften i formen tawido (= gjorde, lavede, skabte), som er i første person og ender på o. På brakteater er verbet imidlertid fundet i andre bøjningsformer (tuwa, tawo m.fl.), hvor betydningen ikke udpeger en ophavsperson, og hvor tillægsbetydningen "viet til, skænket" kan være tænkelig.
Alt taget i betragtning er der sået tvivl om, at Hlewagast er guldsmedens navn. Der kan også være tale om en konge, som ofrede hornet; måske den Liutgast, der var "rig på guld" og muligvis deltog i kampene mellem hunnere, saksere og burgundere i 437. Historikeren Dan Hemming mener i sin bog Guldhornenes tale, at Lægæst er sagnkongen Liutgast i det tyske heltedigt Nibelungenlied, nedskrevet omkring 1200, men indholdet er langt ældre, og genkendes også fra den Ældre Edda. Liutgast er lig med Hlewagastir, da dette h falder bort i yngre germansk sprog; Liutpold er samme som Leopold, og betydningen af Lægæsts navn bliver derfor "Folkegæst". Lægæst var danernes konge, og antagelig boede han i nærheden af guldhornenes fundsted i Sønderjylland. Danerne som folkestamme er ældre end navnet Danmark.
Uklarheden vedrørende tolkningerne skyldes nok de betingelser, som alle udlægninger af guldhornenes udsagnskraft er underlagt:
"Problemet har været, at filologisk metode har hentet videnskabsteoretisk næring i positivismen, hvorefter en tydning skulle være udtømmende, modsigelsesfri, simplest mulig og verificerbar ud fra andre kilder. Men oldtidskilder lader sig ikke tolke ud fra disse agtværdige læresætninger. De kræver indlevelse, fantasi og fornemmelse for den kultursammenhæng, de er levninger fra".

### Billederne
Billedtolkningen afhænger af tre afgørende spørgsmål:
- Skal billedet læses som en sammenhængende beretning fra mundstykket og opefter?
- Beskriver det en ceremoni, eller er det en fortælling?
- Hvor i billedringene starter teksten?

De fleste standpunkter på disse spørgsmål underbygges gennem en tolkning af andre fund med mytologiske motiver.
Historikeren Dan Hemming tolker Guldhornenes dyre- og fabelfigurer som en rituel offerhandling, hvor blandt andet en bueskytte skyder en hjort. Bueskytten er Hød og hjorten er Balder. Også Odin ses, men i en noget tidligere betydning end den Odin, vi normalt kender til fra vikingetiden. Det er værd at huske på, at vores onsdag, Odins dag, på fransk hedder mercredi, Merkurs dag. Hvis Odin sidestilles med Hermes eller Thoth, er han de dødes ledsager til Dødsriget, eller er døden selv. Han er her også identisk med Hermod, der i sagnet om Balders død skulle hævne Balder; men Hermod kendes også som konge af Sønderjylland fra det engelske Beowulf-kvad. To krigere synes at være vogtere som "Sol" og "Måne" i et offerritual. Tor er afbildet som et trehovedet væsen med hammer i den ene hånd og en buk i den anden. Det onde, Loke, symboliseres som fisk – og naturligvis er misteltenen, som i sagnet dræbte Balder, også afbildet.
På det korte guldhorn viser "tegneserien" i første ring Balders drøm om sin forestående død, i den anden skytten Hød der dræber Balder, i den tredje den levende og den døde og Hermod på vej til Hel efter Balder og i fjerde er Hermod fremme ved dødsriget. Resten af det korte guldhorn mangler desværre.
På det lange horn gengives i den første ring sagnet om Fenrisulven, der bider Tyrs ene hånd af, den anden viser skytten Hød, der skyder en hind. I den tredje ring er drabsscenen blevet til en ren offerhandling, hvor den dødes underliv er skåret op, så der kan spås af indvoldene – en handling, der overgik krigsfanger ved juleblotet til minde om Balders død. I fjerde ring fortsætter uhyggelige scener med jætter, der vil overtage Jorden efter Balders død, samt en væbnet og stærk mand, der ser ud til at bringe ordren. Den femte ring er uforståelig, men i den sjette vises livstræet (den franske lilje), to heste og en solstøtte – solen blev jo trukket af heste, som kendt fra Solvognen fra Trundholm Mose. I den sidste ring er dødsriget låst som billede på Tøkks svar til den sørgende Frigg: "Lad Hel beholde, hvad hun har".

## Hornene som nationalt klenodie
Ved højtidelige anledninger fik Frederik 3. hentet guldhornet fra Gallehus frem fra kunstkammeret. Kongen befalede så, at hans gæster "skulde trakteres af det gyldne Horn, der paa grund af sin høje Alder anses for en af de største Rariteter i Verden". En gammel drikkeskik gik ud på, at alle skulle stå langsmed bordet, mens hornet gik fra den ene til den anden. Nogle mindedes faldne stormænd og skålede for deres minde, mens andre drak til kongens ære.
Guldhornene blev berømte – ikke mindst på grund af tyveriet og tabet af dem. Det gav ide og navn til et af Danmarks mest berømte digte – Guldhornene af Adam Oehlenschläger, der begynder: "De higer og søger i gamle Bøger...". Digtet blev skrevet umiddelbart efter tyveriet af hornene. En lille krølle på denne historie er, at Oehlenschläger boede i Vestergade 28 tæt ved Heidenreich, og hvor guldhornene i hemmelighed blev omsmeltet, mens digtet om dem blev forfattet. Efter tabet af guldhornene er de blevet symbol på "Danmarks glorværdige fortid" – godt hjulpet på vej af Oehlenschlägers digt.

## Tyverier i nyere tid
I 1993 blev Moesgård Museums rekonstruktioner af guldhornene stjålet, men blev kort efter fundet i en skov ved Hasselager. Hornene var dog så hårdt medtaget, at museet fik et sæt nye rekonstruktioner; som de forrige også kopier af Nationalmuseets 1800-talsrekonstruktioner.
Mandag den 17. september 2007 blev de oprindelige 1800-talsrekonstruktioner af guldhornene stjålet fra udstillingen 'Kongernes Jelling' i Jelling, hvortil de var udlånt fra Nationalmuseet. En ravbjørn og en guldhalsring blev også stjålet. Oprindelig troede man at de såkaldte "guldberlokker" – to øreringe fremstillet af guld fra de oprindelige guldhorn – også var blevet stjålet, men de blev fundet af politiet i montren efter tyveriet. Om aftenen 18. september blev guldhornene og ravbjørnen fundet i Hovedgård nord for Horsens og bragt i politiets varetægt, hvorimod halsringen stadig var savnet. Ved et pressemøde om formiddagen 19. september blev det oplyst, at to mænd og to kvinder var anholdt i forbindelse med fundet af genstandene. Samme eftermiddag blev halsringen fundet i en grøft efter et anonymt tip. En 22-årig mand tilstod kort tid efter at have begået tyveriet sammen med en 25-årig. De to blev idømt hhv. 2 år og 2 år og 4 måneders fængsel for tyveriet.